# Skaraborgs län

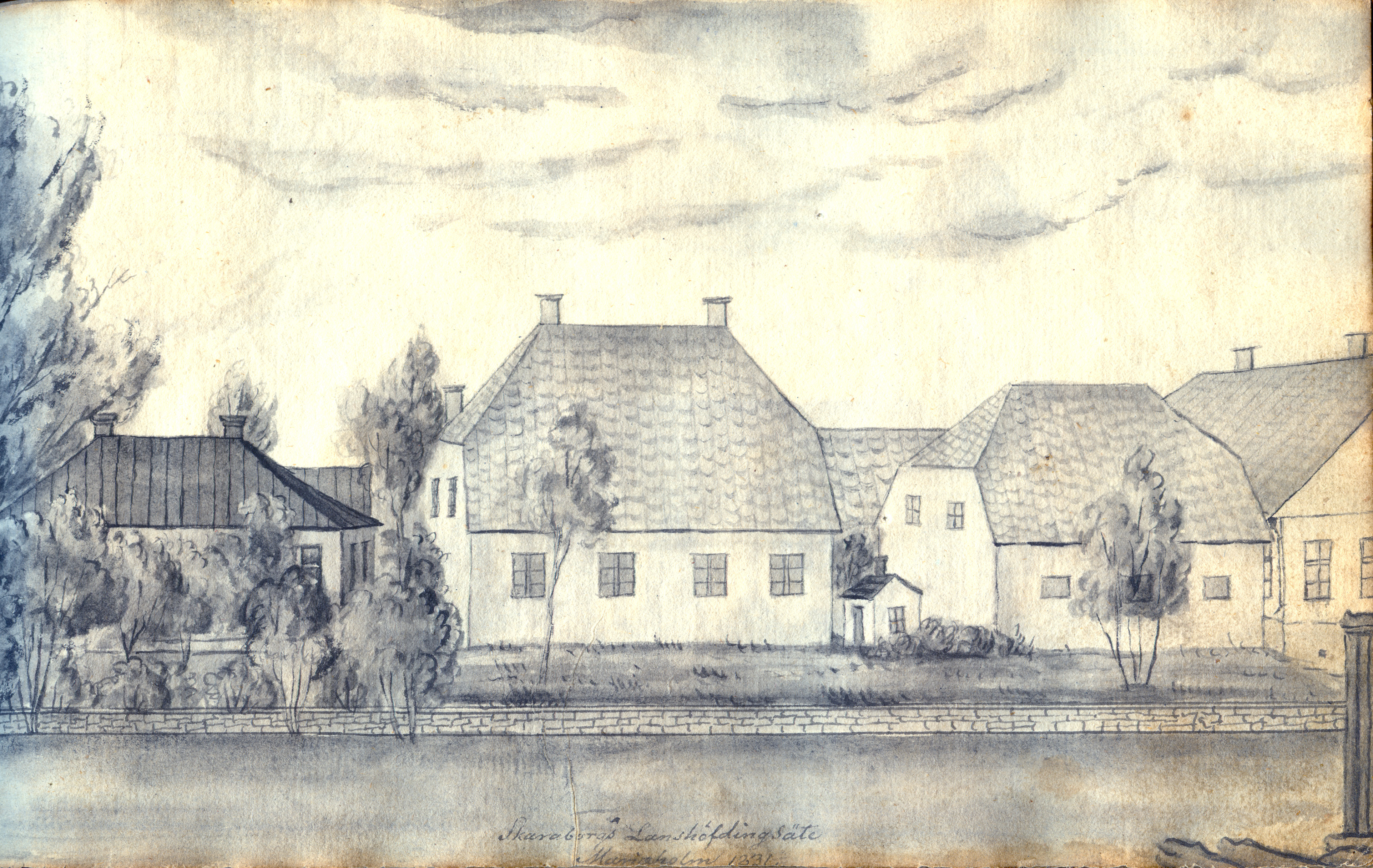
Residenset i Mariestad 1831.

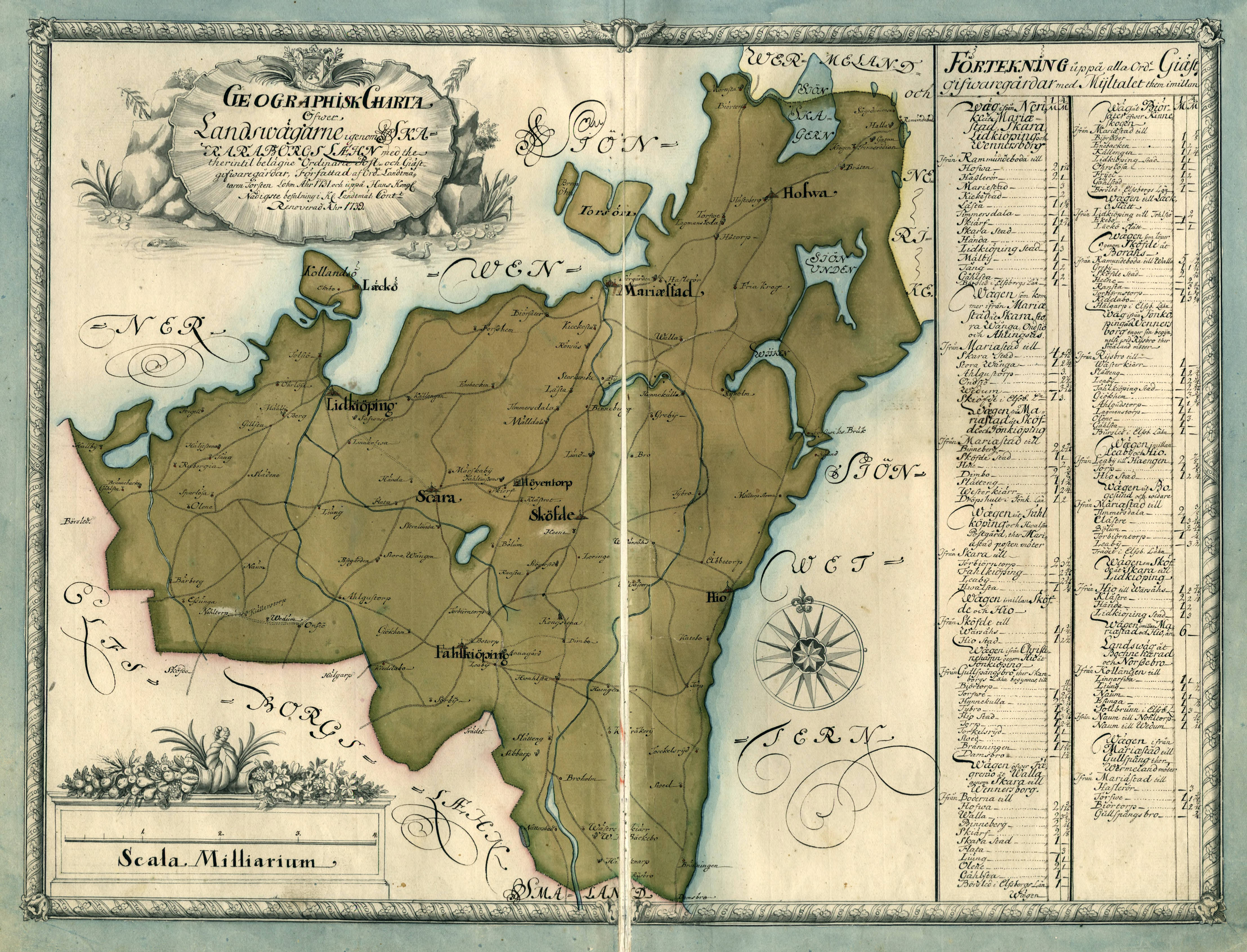
Landsvägarna genom Skaraborgs län år 1731.

Skaraborgs län var mellan 1634 och 1997 ett län i Västergötland, mellan Vänern och Vättern. Länsbokstav var R. 
Mariestad var säte för både Länsstyrelsen i Skaraborgs län och Skaraborgs läns landsting. Länets största stad var länge Lidköping men från cirka 1920 var det Skövde.

## Historik

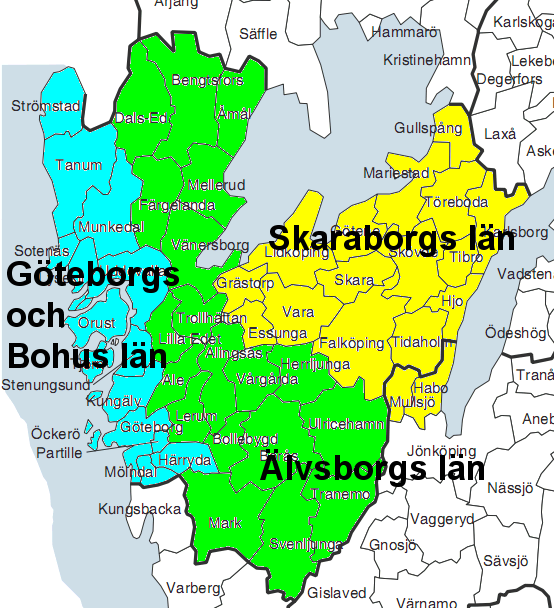
Länsindelningen (1971-1997) för föregångarna till Västra Götalands län, med Skaraborgs län i gult.

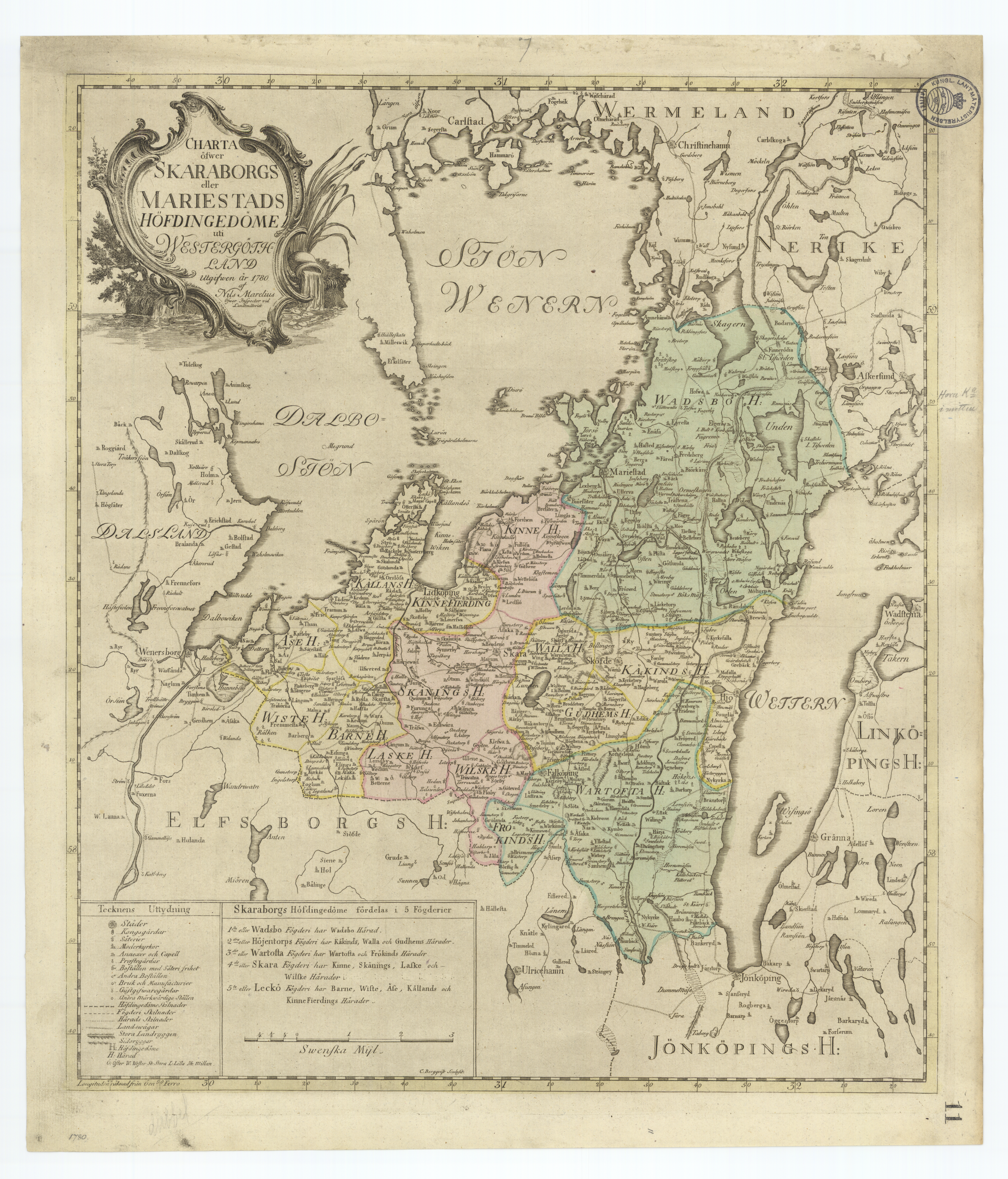
Generalkarta över Skaraborgs län från 1780.

Skaraborgs län skapades med 1634 års regeringsform genom att ståthållardömet Västergötland delades upp i Skaraborgs län och Älvsborgs län i samband med länsstyrelsernas tillkomst. Ursprungligen var Skara residensstad, och länet fick sitt namn efter det däri en gång liggande Skaraborgs slott. 

### Befolkningsutveckling
| Befolkningsutvecklingen i Skaraborgs län 1810–2015                                                               | Befolkningsutvecklingen i Skaraborgs län 1810–2015 | Befolkningsutvecklingen i Skaraborgs län 1810–2015 | Befolkningsutvecklingen i Skaraborgs län 1810–2015 | Befolkningsutvecklingen i Skaraborgs län 1810–2015 |
| --- | -------------------------------------------------- | -------------------------------------------------- | -------------------------------------------------- | -------------------------------------------------- |
| |                                                    |                                                    |                                                    |                                                    |
| År |                                                    |                                                    | Folkmängd                                          |                                                    |
| 1810 | 1810                                               |                                                    | 135 489                                            |                                                    |
| 1820 | 1820                                               |                                                    | 148 531                                            |                                                    |
| 1830 | 1830                                               |                                                    | 167 384                                            |                                                    |
| 1840 | 1840                                               |                                                    | 181 048                                            |                                                    |
| 1850 | 1850                                               |                                                    | 199 897                                            |                                                    |
| 1860 | 1860                                               |                                                    | 222 240                                            |                                                    |
| 1870 | 1870                                               |                                                    | 243 561                                            |                                                    |
| 1880 | 1880                                               |                                                    | 257 942                                            |                                                    |
| 1890 | 1890                                               |                                                    | 247 074                                            |                                                    |
| 1900 | 1900                                               |                                                    | 241 069                                            |                                                    |
| 1910 | 1910                                               |                                                    | 241 284                                            |                                                    |
| 1920 | 1920                                               |                                                    | 243 777                                            |                                                    |
| 1930 | 1930                                               |                                                    | 242 325                                            |                                                    |
| 1940 | 1940                                               |                                                    | 239 383                                            |                                                    |
| 1950 | 1950                                               |                                                    | 248 397                                            |                                                    |
| 1960 | 1960                                               |                                                    | 249 901                                            |                                                    |
| 1970 | 1970                                               |                                                    | 258 438                                            |                                                    |
| 1980 | 1980                                               |                                                    | 269 730                                            |                                                    |
| 1990 | 1990                                               |                                                    | 276 830                                            |                                                    |
| 2000 | 2000                                               |                                                    | 271 405                                            |                                                    |
| 2010 | 2010                                               |                                                    | 274 246                                            |                                                    |
| 2015 | 2015                                               |                                                    | 280 274                                            |                                                    |
| Anm.: Länsstatistik fram till år 1990, därefter summerad statistik över de kommuner som tidigare ingick i länet. |                                                    |                                                    |                                                    |                                                    |

## Indelningar mellan 1634 och 1997
Skaraborgs län låg i landskapet Västergötland (och från 1971 en  mindre del i Värmland), och ingick före 1850 i Västergötlands och Dals lagsaga. Kyrkligt tillhörde området Skara stift.  1952 tillfördes Hällestads församling från Älvsborgs län, medan Vänersnäs församling överfördes till nämnda län. 1967 överfördes Finnerödja och Tived till Örebro län. 1971 överfördes Södra Råda socken från Värmlands län till Skaraborgs.
Länet avskaffades den 31 december 1997 genom att större delen av länet uppgick i Västra Götalands län, som bildades den 1 januari 1998. Efter folkomröstningar i samband med bildandet av Västra Götalands län valde kommunerna Mullsjö och Habo att ingå i Jönköpings län.

### Härader och städer (före 1970)
- Barne härad
- Frökinds härad
- Gudhems härad
- Kinne härad
- Kinnefjärdings härad
- Kåkinds härad
- Kållands härad
- Laske härad
- Skånings härad
- Vadsbo härad
- Valle härad
- Vartofta härad
- Vilske härad
- Viste härad
- Åse härad

Städer med stadsprivilegier som inrättades som stadskommuner när 1862 års kommunalförordningar trädde i kraft var:  Skara stad, Mariestads stad, Hjo stad, Falköpings stad, Lidköpings stad och Skövde stad. Köpingen Tidaholm blev stad 1910, men fick då ingen egen jurisdiktion.

### Socknar, fögderier, domsagor, tingslag och tingsrätter
Se respektive härad.

### Kommuner 1952–1971

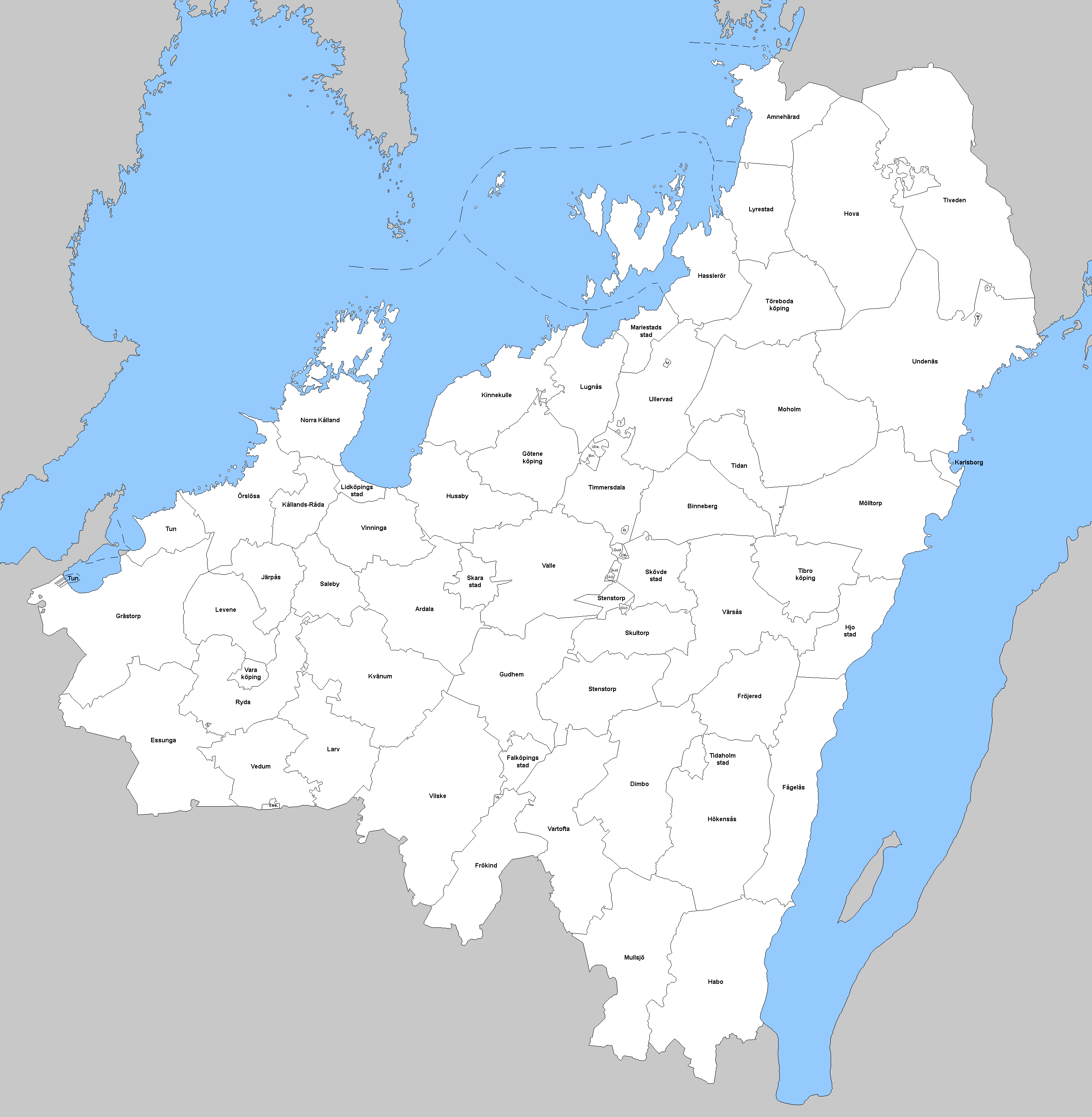
Kommuner i Skaraborgs län 1952. Notera att länsgränsen har ändrats sen dess. Tivedens landskommun överfördes till Örebro län på 1970-talet. Samtidigt mottogs delar av Redvägs landskommun från Älvsborgs län samt en del av Visnums landskommun i Värmlands län. Skaraborgs län valde att 1998 gå upp i Västra Götalands län. Mullsjö kommun och Habo kommun valde dock att byta län till Jönköpings län vid denna tidpunkt.

Städer (7 st):
| - Falköpings stad - Hjo stad - Lidköpings stad - Mariestads stad | - Skara stad - Skövde stad - Tidaholms stad |

Köpingar (4 st):
| - Götene köping - Tibro köping | - Töreboda köping - Vara köping |

Landskommuner (45 st):
| - Amnehärads landskommun - Ardala landskommun - Binnebergs landskommun - Dimbo landskommun - Essunga landskommun - Fröjereds landskommun - Frökinds landskommun - Fågelås landskommun - Grästorps landskommun - Gudhems landskommun - Habo landskommun - Hasslerörs landskommun - Hova landskommun - Husaby landskommun - Hökensås landskommun - Järpås landskommun - Karlsborgs landskommun - Kinnekulle landskommun - Kvänums landskommun - Kållands-Råda landskommun - Larvs landskommun - Levene landskommun - Lugnås landskommun | - Lyrestads landskommun - Moholms landskommun - Mullsjö landskommun - Mölltorps landskommun - Norra Kållands landskommun - Ryda landskommun - Saleby landskommun - Skultorps landskommun - Stenstorps landskommun - Tidans landskommun - Timmersdala landskommun - Tivedens landskommun - Tuns landskommun - Ullervads landskommun - Undenäs landskommun - Valle landskommun - Vartofta landskommun - Vedums landskommun - Vilske landskommun - Vinninga landskommun - Värsås landskommun - Örslösa landskommun |

### Förändringar 1952–1970
- 1 januari 1967: Husaby landskommun och Kinnekulle landskommun uppgick i Götene köping. Levene landskommun, Ryda landskommun och Vedums landskommun uppgick i Vara köping. Tivedens landskommun uppgick i Laxå köping, Örebro län.
- 1 januari 1969: Järpås landskommun, Kållands-Råda landskommun, Norra Kållands landskommun, Saleby landskommun, Tuns landskommun, Vinninga landskommun och Örslösa landskommun uppgick i Lidköpings stad.

### Kommuner från 1971
Essunga, Falköping, Grästorp, Gullspång, Götene, Habo, Hjo, Karlsborg, Lidköping, Mariestad, Mullsjö, Skara, Skövde, Tibro, Tidaholm, Töreboda, Vara.

## Skaraborg idag
Skaraborg lever kvar som namn på den östra länsdelen av Västra Götaland. Även inom Västra Götalandsregionen är exempelvis förvaltningen inom sjuk- och primärvård inordnad i enheter som Skaraborgs sjukhus och Primärvården Skaraborg. Kommunerna samarbetar i Skaraborgs kommunalförbund och samverkar bland annat i vårdfrågor genom Vårdsamverkan Skaraborg med de landstingsstyrda vårdverksamheterna i Skaraborg. Skaraborg fortsätter att utgöra en egen valkrets i riksdags- och landstingsval under namnet Västra Götalands läns östra valkrets. En ny domsaga inrättades 2010 genom sammanslagning av tingsrätterna i Lidköping, Mariestad och Skövde. Domstolen har namnet Skaraborgs tingsrätt och är placerad i Skövde. Inom länets kollektivtrafikbolag Västtrafik bildar det också ett eget område, men här räknas Grästorps kommun inte till Skaraborg utan till Fyrbodal. När det gäller media finns ingen tidning som täcker hela området men  Sveriges Radio har lokalradion för Skaraborg och sänder från Skövde.

## Kultur
- Skaraborgs läns museum (idag Västergötlands museum)